# Sociología de las emociones

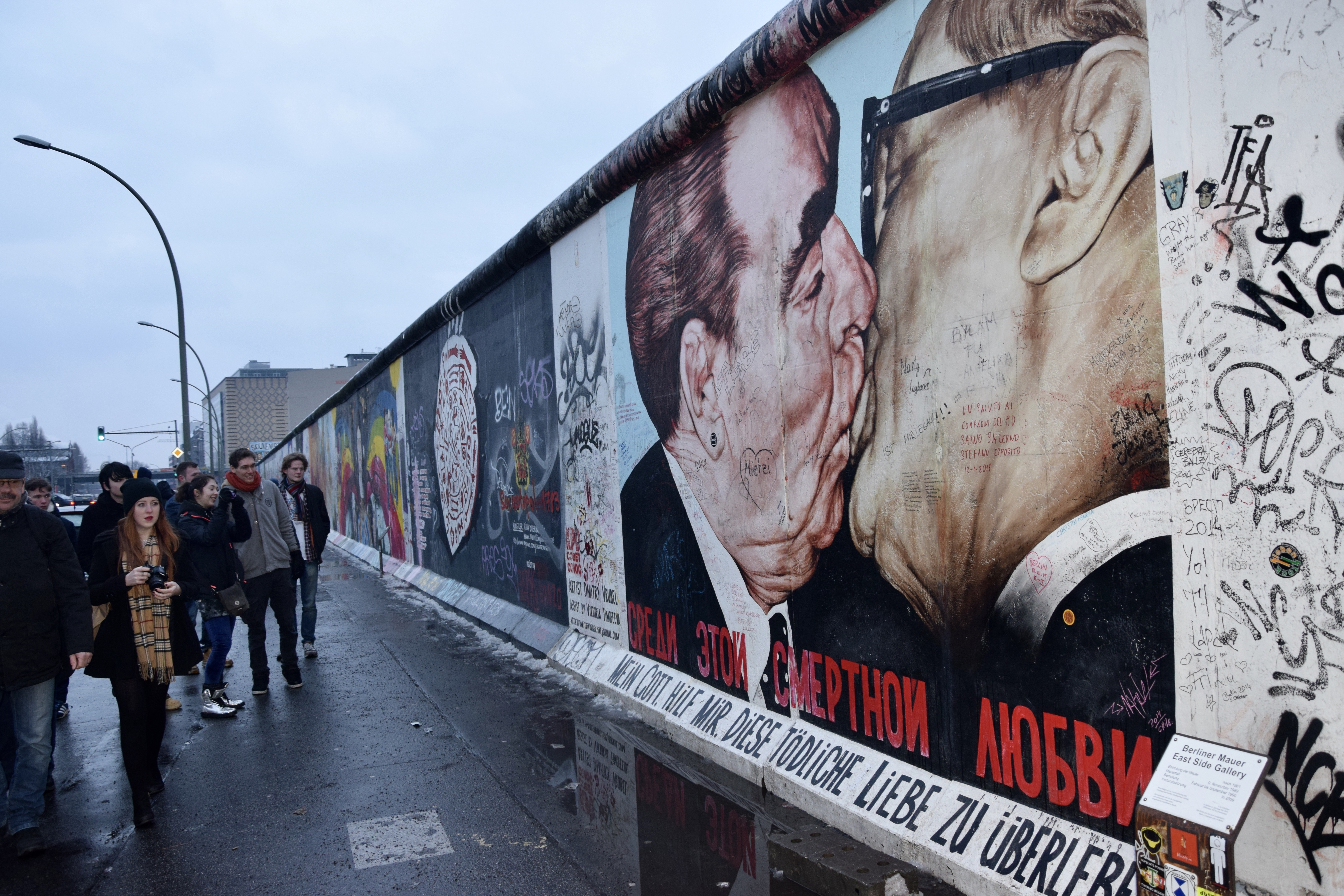
Mein Gott hilf mir, diese tödliche Liebe zu überleben - una imagen de Leonid Brézhnev y Erich Honecker besándose.

La sociología de las emociones aplica teoremas y técnicas sociológicas al estudio de las emociones humanas. Dado que la sociología surgió principalmente como una reacción a los efectos negativos de la modernidad, muchas teorías normativas tratan en cierto sentido de la emoción sin formar parte de ninguna subdisciplina específica: Karl Marx describió el capitalismo como perjudicial para el 'ser de especie' personal, Georg Simmel escribió sobre las tendencias desindividualizadoras de "la metrópoli", y la obra de Max Weber se ocupó del efecto racionalizador de la modernidad en general.

## Teoría
Las emociones son, por un lado, constitutivas de, incrustadas en y, por otro lado, manipuladas o instrumentalizadas por entidades que son estudiadas por la sociología en un nivel micro, como los roles y normas sociales y las 'reglas de los sentimientos', las interacciones y situaciones sociales cotidianas se forman por y, en un nivel macro, por instituciones sociales, discursos, ideologías, etc. Por ejemplo, el matrimonio (pos)moderno se basa, por un lado, en la emoción del amor y, por otro, la emoción misma debe ser trabajado y regulado por él. Del mismo modo, la ciencia moderna no podría existir sin la emoción de la curiosidad, pero la reduce, lo que a veces conduce a una especialización excesiva de la ciencia. Muchas formas de estratificación cultural no podrían existir sin repugnancia y desprecio, y hay políticas que no podrían existir sin miedo, ya que muchas guerras civiles y étnicas no podrían tener lugar sin odio.
Tratamos de regular nuestros sentimientos para que encajen con las normas de la situación, basándonos en muchas demandas, a veces contradictorias, que se nos plantean. Las observaciones sistemáticas de la interacción grupal encontraron que una parte sustancial de la actividad grupal se dedica a las cuestiones socioemocionales de expresar el afecto y lidiar con la tensión. Simultáneamente, los estudios de campo de la atracción social en grupos revelaron que los sentimientos de los individuos entre sí se cotejan en las redes sociales, un descubrimiento que aún se está explorando en el campo del análisis de redes sociales.
La Etnometodología reveló compromisos emocionales con las normas cotidianas a través del incumplimiento intencional de las normas. Por ejemplo, los estudiantes que actuaban como internos en sus propios hogares informaron sobre el asombro, el desconcierto, la conmoción, la ansiedad, la vergüenza y la ira de los demás; los miembros de la familia acusaron a los estudiantes de ser malos, desconsiderados, egoístas, desagradables o descorteses. Los actores que violan una norma ellos mismos sienten oleadas de emoción, que incluyen aprensión, pánico y desesperación. Sin embargo, la ruptura habitual de las reglas conduce a una disminución del estrés y, finalmente, puede terminar en disfrute.
T. David Kemper propuso que las personas en interacción social tienen posiciones en dos dimensiones relacionales: estatus y poder. Las emociones surgen cuando los eventos interpersonales cambian o mantienen el estatus y el poder de los individuos. Por ejemplo, afirmar el estado exaltado de otra persona produce emociones relacionadas con el amor. Los aumentos o disminuciones del estado o poder propio y ajeno generan emociones específicas cuya calidad depende de los patrones de cambio.
Arlie Hochschild propuso que los individuos manejen sus sentimientos para producir demostraciones aceptables de acuerdo con estándares ideológicos y culturales. Hochschild mostró que los trabajos a menudo requieren tal trabajo emocional. Su estudio clásico del trabajo emocional entre los asistentes de vuelo encontró que una aceleración de la industria, al reducir el contacto entre los asistentes de vuelo y los pasajeros, hacía imposible que los asistentes de vuelo entregaran un trabajo emocional auténtico, por lo que terminaron por sonrisas superficiales que actúan en la superficie. Peggy Thoits dividió las técnicas de manejo de emociones en implementación de nuevos eventos y reinterpretación de eventos pasados. Thoits señaló que las emociones también se pueden controlar con drogas, realizando gestos y expresiones faciales falsas, o mediante reclasificaciones cognitivas de los propios sentimientos.
El sociólogo Chris Lucerne afirma en su artículo titulado “¡Emociones! Bueno o Malo ”, que no hay emociones buenas ni malas. Sin embargo, puede juzgar las emociones como tales. Según la teoría de Lucerna, se cree que la emoción ayuda a los humanos a expresar sus sentimientos. Por lo tanto, las emociones son parte de la naturaleza humana para ayudarnos a comunicarnos. Además de la teoría de Chris Lucerne, cuando los humanos experimentan una situación buena o mala, se desencadena una emoción. Como resultado de la emoción se sigue una acción. Por ejemplo, aquí hay algunas emociones enumeradas en el artículo de Lucerne que las personas experimentan a diario. La primera es la emoción de la felicidad, que puede encender la sensación de bailar. Una segunda emoción es la ira, en la que la persona comienza a sentir calor y hace que transpire. Por último está la emoción de la tristeza, que crea una sensación de sentirse encerrado. Como consecuencia de sentirse encerrado en la persona, la persona puede reaccionar irracionalmente para hacerla sentir cómoda. Chris Lucerne también afirma en su artículo "que pase lo que pase, no puedes controlar tus reacciones a las emociones ". En conclusión a la teoría de Lucerne, la reacción es aleatoria al expresar tus sentimientos. estableció que muchos casos de conflicto social se basan en un ciclo de vergüenza-ira destructivo y a menudo creciente, pero que se puede detener y reversible: cuando alguien resulta o se siente avergonzado por otro, su vínculo social se ve sometido a estrés . Esto puede ser reconocido de manera cooperativa, hablar de ello y, de la manera más eficaz cuando sea posible, reírse de ello para que se restablezca su vínculo social. Sin embargo, cuando la vergüenza no es reconocida, sino negada y reprimida, se convierte en rabia, y la rabia puede conducir a acciones agresivas y vergonzosas que retroalimentan negativamente esta situación autodestructiva. La gestión social de las emociones puede ser la dinámica fundamental de la cooperación social y el conflicto en torno a los recursos, la complejidad, el conflicto y la vida moral. Es un hecho sociológico bien establecido que la expresión y el sentimiento de la emoción de la ira, por ejemplo, está fuertemente desalentado (reprimido) en niñas y mujeres en muchas culturas, mientras que el miedo se desalienta en niños y hombres. Algunas culturas y subculturas fomentan o desalientan la felicidad, la tristeza, los celos, la excitación y muchas otras emociones. La libre expresión de la emoción del disgusto se considera socialmente inaceptable en muchos países.
El sociólogo Randall Collins ha afirmado que la energía emocional es la principal fuerza motivadora en la vida social, para el amor y el odio, invertir, trabajar o consumir, hacer culto o hacer la guerra. La energía emocional va desde las más altas cotas de entusiasmo, confianza en sí mismo e iniciativa hasta las más profundas profundidades de la apatía, la depresión y el retraimiento. La energía emocional proviene de diversas cadenas de rituales de interacción exitosos o fallidos, es decir, encuentros sociales modelados, desde conversaciones o coqueteos sexuales hasta cenas familiares Navidad o trabajo de oficina hasta manifestaciones, organizaciones o revoluciones masivas. En este último, el acoplamiento de la conducta de los participantes sincroniza sus sistema nervioso s hasta el punto de generar una efervescencia colectiva, una observable en su enfoque mutuo y arrastre emocional (uso incorrecto de la palabra, "arrastre" ), así como en su carga de significado emocional y simbólico a las entidades que posteriormente se convierten en emblemas del ritual y del grupo de pertenencia que las respalda, preserva, promueve y defiende. Por lo tanto, la vida social sería lo más importante para generar y distribuir energía emocional.
La Teoría del Control de Afectos, originada por David R. Heise, propone que las acciones sociales son diseñadas por sus agentes para crear impresiones acordes con los sentimientos que imperan en una situación. Las emociones son estados físicos y subjetivos transitorios que dependen de la impresión actual de la persona que emita y de la comparación de esa impresión con el sentimiento adjunto a la identidad de la persona. Como tales, las emociones son señales viscerales para uno mismo y señales observables para los demás sobre la identidad del individuo en la situación y sobre la comprensión del individuo de los eventos en la situación. Heise desarrolló un programa de simulación para analizar los procesos de control del afecto en la interacción social y para predecir las emociones de momento a momento de los interactuantes. El programa especifica las emociones en términos de perfiles numéricos, palabras de emoción y dibujos animados de las expresiones faciales de los interactuantes. Se proporciona una revisión completa de la teoría del control afectivo en el libro de Heise de 2007, "Expressive Order".

## Aplicaciones empíricas

### Lugares de trabajo
Siguiendo el ejemplo de Hochschild, la sociología de las emociones se ha aplicado ampliamente a una variedad de interacciones en el lugar de trabajo. Jennifer Pierce, estudiante de Hochschild, ha examinado bufetes de abogados, por ejemplo, y Robin Leidner, el trabajo emocional en los establecimientos de comida rápida.

### Movimientos sociales
Inspirados por el trabajo cultural de James M. Jasper a fines de la década de 1990, especialmente El arte de la protesta moral, varios estudiosos de la protesta y los movimientos sociales han comenzado a examinar las emociones involucradas. Incluyen a Erika Summers Effler, una estudiante de Randall Collins que examina cómo las emociones informan un sentido del tiempo en Laughing Saints y Righteous Heroes; Lynn Owens, que documenta las emociones de un movimiento social en declive, los ocupantes ilegales de Amsterdams, en Cracking under Pressure; y Verta Taylor, cuyo libro Rock-a-Bye Baby documenta las luchas por los sentimientos que se supone que deben sentir las nuevas madres. Deborah Gould rastrea una serie de procesos emocionales a lo largo del auge y caída de ACT UP en una serie de artículos y un libro, Moving Politics. Una conferencia de 1999, organizada por James M. Jasper, Jeff Goodwin y Francesca Polletta, ayudó a impulsar este nuevo desarrollo en la teoría y la investigación de los movimientos sociales. Académicos de todo el mundo han asumido el desafío de estudiar las emociones de los movimientos sociales, incluido un grupo de investigadores franceses como Olivier Fillieule, Isabelle Sommier y Christophe Traini.

## Como medida de religiosidad
Según el sociólogo Mervin Verbit, la emoción puede entenderse como uno de los componentes clave de la religiosidad. Además, la emoción religiosa se puede dividir en cuatro dimensiones:
- Contenido
- Frecuencia
- Intensidad
- Centralidad

El contenido de las emociones religiosas de una persona puede variar de una situación a otra, al igual que el grado en que puede ocupar a la persona (frecuencia), la intensidad de la emoción y la centralidad del sentimiento emocional (en esa tradición religiosa o en la vida de la persona).
En este sentido, la emoción es algo similar a la dimensión "experiencia" de la religiosidad de Charles Glock (Glock, 1972: 39).